# まひるの月を追いかけて
「まひるの月を追いかけて」（まひるのつきをおいかけて）は、恩田陸による日本の小説。2003年9月文藝春秋から刊行され、2007年5月同社の文春文庫で文庫化された。『オール讀物』にて2001年7月号から2002年8月号まで連載されていた。

## ストーリー
異母兄・渡部研吾が奈良で消息を絶った。今までに2度しか会った事の無い、彼の彼女・君原優佳利にそう告げられた静。静と研吾は年に数回話すことがあるかないかという位の関係だったが優佳利に誘われ、彼女と共に研吾を探す為に奈良に向かう。しかし旅が進むにつれ次々と事実が明らかにされ、物語は違った展開を見せ始めていく。

## 登場人物
静（しずか）
会社員。教師の母がおり、父は既に亡くなっている。優佳利と共に研吾を探す為、奈良を訪れる。
渡部研吾（わたべ けんご）
フリーライター。静の父親と前妻との間の子供で、静とは異母兄妹の関係。
君原優佳利（きみはら ゆかり）
会社員。研吾の彼女であり高校時代の同級生。静との面識は二回しかない。
藤島妙子（ふじしま たえこ）
主婦。研吾の高校時代の同級生。